# Tuvalu

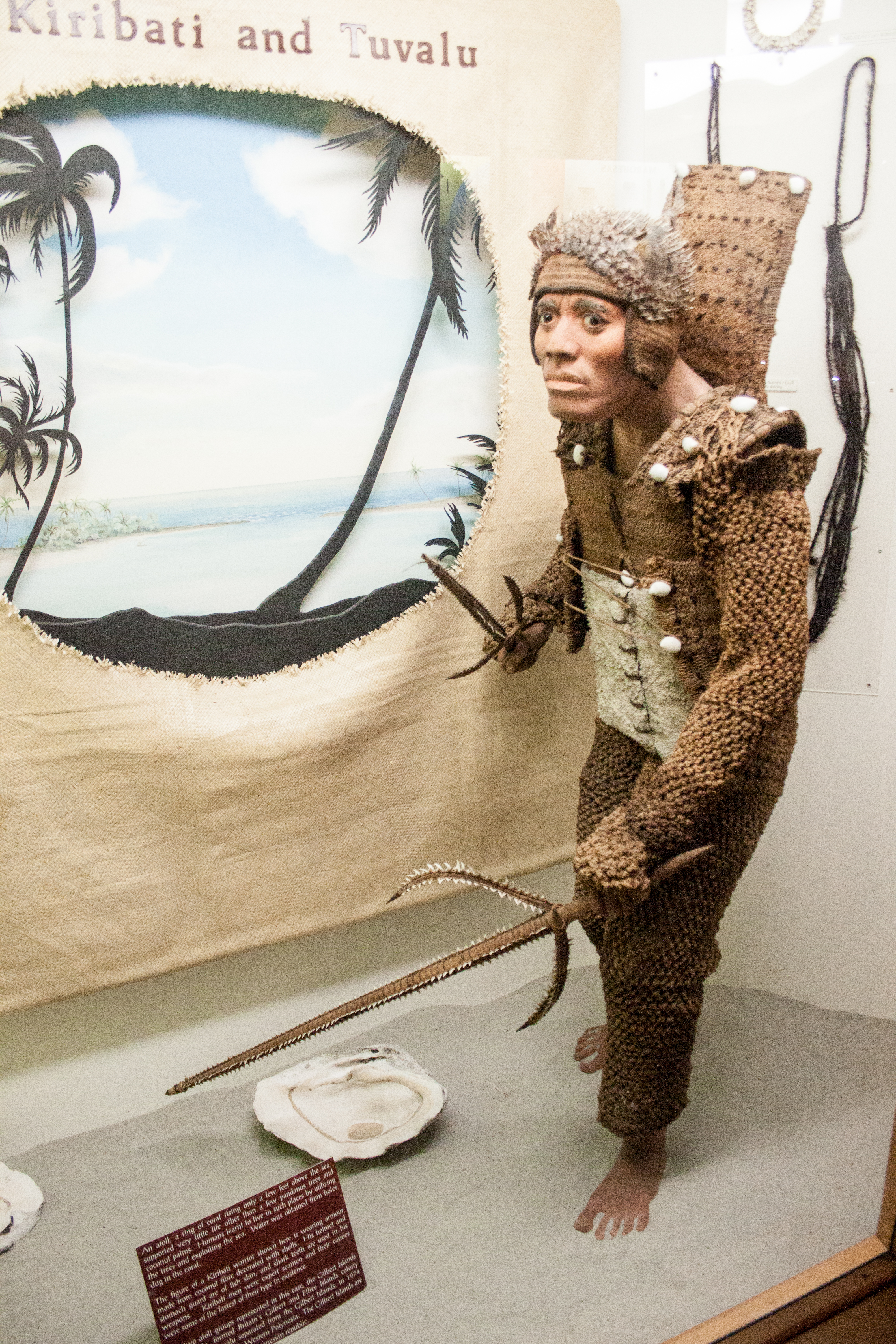
Kiribati és Tuvalu tárlója az Otago Museumban

Tuvalu egy óceániai állam, szigetország,  a Polinéziához tartozó  Ellice-szigetek területén, Hawaii és Ausztrália között, a Csendes-óceánban fekszik. Legközelebbi szomszédai Kiribati, Szamoa és a Fidzsi-szigetek. Négy szigetből, és öt valódi korallzátonyból áll. Teljes szárazföldi területe 26 km². Vatikán és Nauru után a legkisebb népességgel rendelkező ország a Földön. Az ENSZ második legkisebb népességű tagállama. Fizikai méretét illetően Vatikán (0,44 km²), Monaco (1,95 km²) és Nauru (21 km²) után a negyedik legkisebb ország.
Tuvalu első lakosai polinézek voltak. A sziget a 19. század végén került Egyesült Királyság érdekszférájába. Az Ellice-szigeteket az ország 1892 és 1918 között a Gilbert- és Ellice-szigetek protektorátus részeként kezelte. 1916 és 1974 között gyarmatterület volt. 1974-ben az Ellice-szigeteken szavazást írtak ki, hogy elszakadjanak-e Nagy-Britanniától, s Tuvalu néven új államot hozzanak-e létre. Ennek eredményeként váltak el a Gilbert-szigetektől, mely a függetlenség elnyerése után Kiribati területe lett. Tuvalu a Nemzetközösségen belül 1978-ban lett teljesen független ország.

## Földrajz

### Domborzat
Tuvalu négy szigetből és öt valódi atollból áll. Kicsi, elszórt atolljain rossz a talaj. Ha csak a szárazföldet számoljuk, akkor a világ legkisebb országai közé tartozik. A szigetcsoportot alkotó korallzátonyok alig emelkednek ki a tengerből. A legmagasabb pont is csak mintegy 5 m magas. Emiatt az államot létében fenyegeti a tengerszint esetleges megemelkedése.

## Történelem
A tuvalui polinéz nép, amely megközelítően 2000 éve telepedett le. A kapcsolattartás forradalmasodása előtt gyakori volt a kenuközlekedés a szigetek között. Nyolc vagy kilenc szigeten laktak ebben az időben. Tuvalu neve a saját nyelvén azt jelenti: nyolcan összetartanak.
Álvaro de Mendaña de Neira spanyol tengerész már 1586-ban meglátta Nuit, de nem szállt partra. Ezt követően a 17. századig nem járt arra európai, amikor is felfedezők elérték a szigeteket. Az 1800-as években bálnavadászok érkeztek a Csendes-óceánra, de Tuvalut csak rendszertelenül keresték fel, mivel hajóikkal nehéz volt megközelíteni a korallzátonyokat, és nem volt nekik megfelelő infrastruktúra a szigeten. Perui rabszolga-kereskedők 1862 és 1864 között többször átszelték az óceánt, és Funafuti, valamint Nukulaelae szigetéről elvitt több mint 400 ember közül senki sem tért vissza. 1865-ben a London Missionary Society protestáns missziós társaság megkezdte tuvaluiak keresztény hitre térítését, ami az 1920-as évekig tartott. A 19. század végén kereskedők költöztek a szigetekre, hasznot remélve a helyi termékekkel való kereskedelemtől.
1892-ben a szigetek Ellice-szigetek néven brit uralom alá kerültek. 1916-ban összevontak két területet Gilbert- és Ellice-szigetek néven. A második világháború idején Tuvalut választották irányítási bázisnak a Japán Birodalom elleni támadásokhoz. 1945 decemberéig több száz hajót állomásoztattak itt. 1974-ben etnikai viták miatt megtartott népszavazásból kiderült, hogy a többségében polinézek lakta területeken a többség a Gilbert-szigetek (Kiribati) mikronéz lakosságától külön akart válni. 1978-ban Tuvalu néven vált függetlenné. A függetlenség napját október 1-jén tartják. 1979-ben az ország barátsági szerződést írt alá az USA kormányával, melyben utóbbi elismerte Tuvalu területi fennhatóságát négy kis sziget felett.
2001-ben az ország vezetője menedékjogot kért Új-Zélandtól népe számára, ugyanis a tengerszint emelkedése miatt néhány évtized múlva elnyeli a tenger az országot.

## Államszervezet és közigazgatás

### Alkotmány, államforma
Tuvalu parlamentáris monarchia, élén III. Károly brit királlyal.

### Politikai pártok
Tuvalun nincsenek pártok.

## Népesség

### Etnikai megoszlás
polinéz 96%, mikronéz 4% 

### Nyelvi megoszlás
tuvalui (hivatalos), angol (hivatalos), szamoai, kiribati (Nui szigete) 

### Vallási megoszlás
protestáns keresztény 98,4% (Church of Tuvalu (konregacionalista) 97%, adventista 1,4%), baha'i 1%, más 0,6% 

## Gazdasága
A munkaerő túlnyomó része önellátó kis gazdaságokban tevékenykedik. Legfontosabb terméke a kókuszdió, az állatállományát sertés és baromfi adja. Egyedüli exportcikke a kókuszdióból nyert kopra.

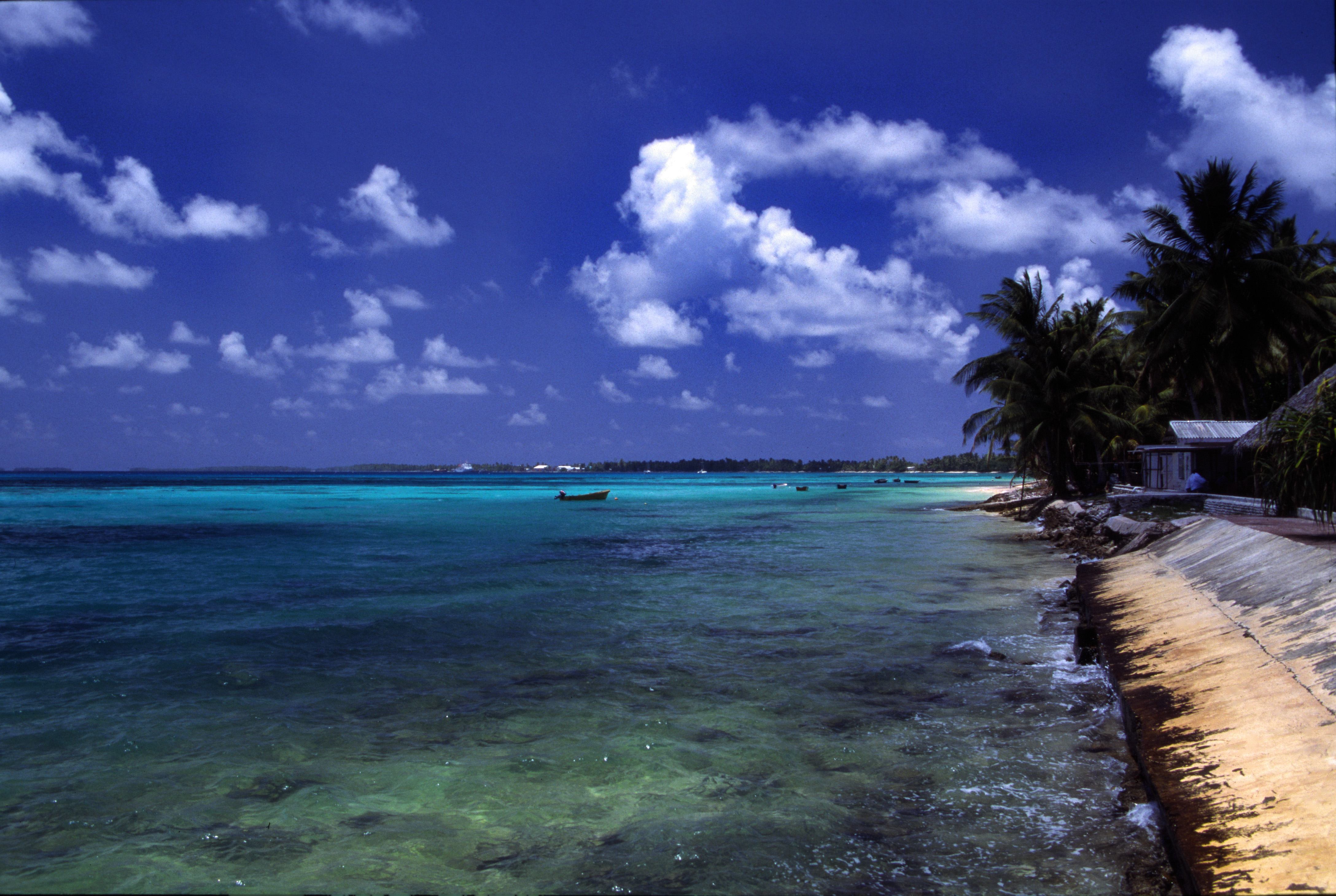
A globális felmelegedés miatt a tenger elárasztása fenyegeti a szigeteket

A lakosság főleg halászattal foglalkozik. Ezenkívül taróval, banánnal, mangóval, kókuszdióval kereskednek.
Az ipart 2 komoly kopraszárító és -feldolgozó telep alkotja, amelyek 180  főt foglalkoztatnak. Az egyik kókuszolajat is elő tud állítani. Ez az állam kezében van. A csónakmotorok nagy része (90%) ezzel működik és a buszok és teherautók 60% szintén. Ezen kívül az északi szigeteken jelentős a pandamusttermelés és -szövés, amely egyszerre szőnyeg, építőanyag, tető, háló, szandál és uniszex hagyományos szoknya (ma is jelentős viselet (60-70% hordja az északi 4 sziget lakosságának). Az erdőben kiásott ti-gyökér párlatával kevert New Zéland-i import sör re-export óceániai szigeten igen jelentős és jövedelmező. A világ egyik legjobbja és nagyon erős (17%), a belga sör minőségéhez hasonlítható. Vaitupun hagyományos a méhészet és komoly óceániai export cikke a kókuszdió, főleg Tongára és Fidzsi-re. Ez teszi az ország leggazdagabb szigetévé, valamint a kókusztermelés 45%-át adja. A fővárosban, Funafutin helyi alapanyagú, kitűnő színes szövetet, fémhulladékból szeget, motor és -kisgépalkatrészt, színes ablak és egyéb üvegneműt, csodás korallékszereket, (a tuvaluiak pre-cook kereskedelmi hálózatának egyik fő cikkét) pléh hajótestet és rövidtávú rádiót gyártanak családi vállalkozások. Ezek kb. 600 főt foglalkoztatnak a kókuszfeldolgozókkal együtt és óceániai szinten jólétet teremtenek. Az egyetlen gazdaságilag majdnem inaktív sziget a 40 fős Nuilakita (csak önellátás). Az országban jelentős gazdasági beruházások kezdődtek meg 2016-ban (pl. mesterséges partszakaszokat hoztak létre, árvíz védelem céljából).
A sziget jelentős bevételre tesz szert internetes tartománykódja, a ".tv", mint domain név értékesítésével.

## Közlekedés
2002-ben Tuvalun 10 km volt az aszfaltozott útszakasz, ezenkívül több makadám,  ill. földút is van az országban.
Az országban egy nemzetközi reptér van, a Funafuti atollon, Vaiaku településen. A repülők a Fidzsi-szigetekről érkeznek heti háromszor.

## Telekommunikáció
| Hívójel prefix | T2 |
| ITU zóna       | 65 |
| CQ zóna        | 31 |

## Kultúra

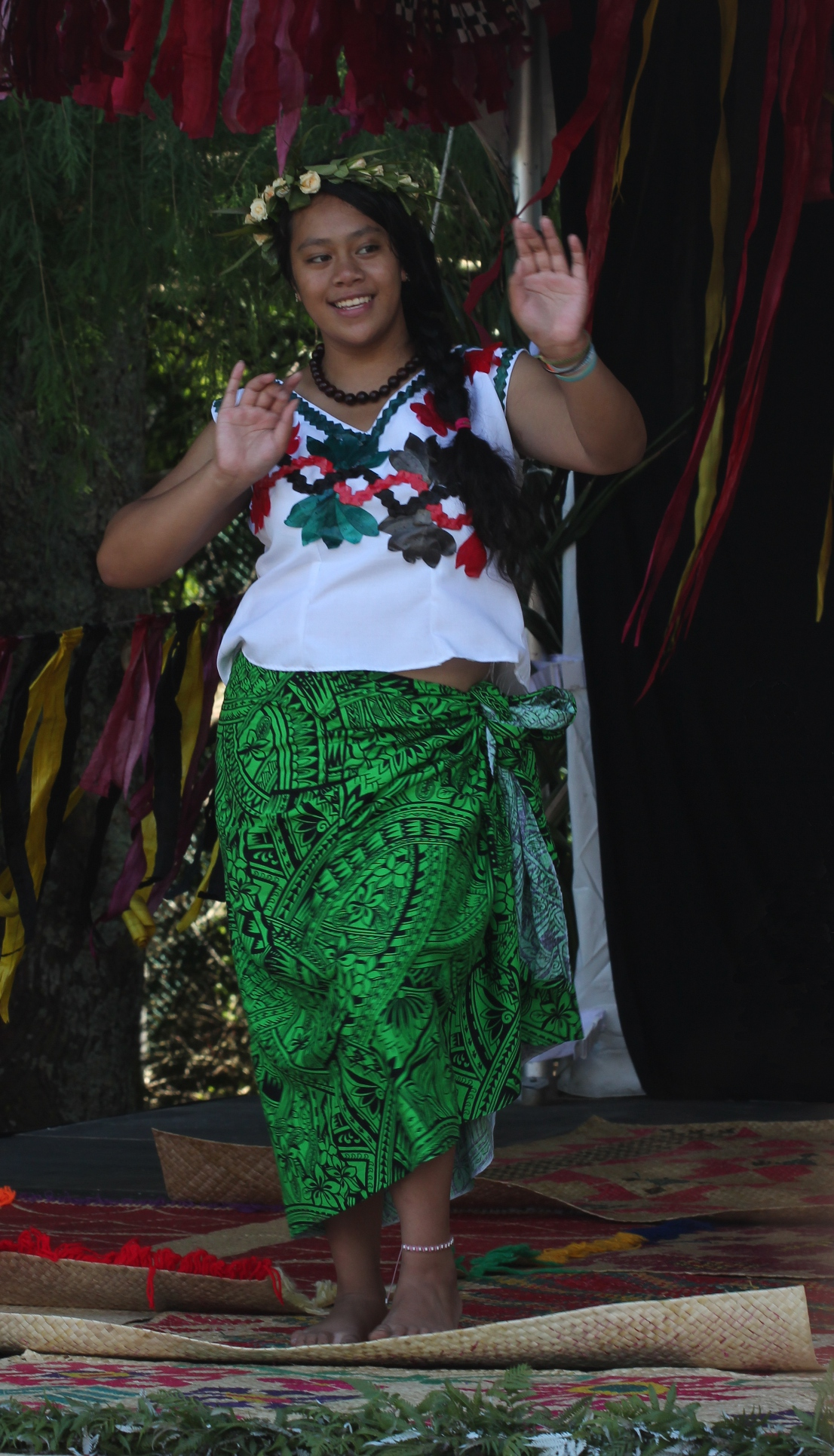
Tuvalui táncos egy fesztiválon

### Oktatási rendszer
Írástudás: 95%
Nincs iskolakötelezettség.
Felsőoktatás: Vaiakuban működik a Fidzsi Egyetem kihelyezett fakultással, 100 diákkal.

### Tudomány
Tuvalu területén oceanográfiai-, éghajlati és mikróökológiái valamint ornitológiai kutatásokat végeznek.

### Hagyományok, néprajz
Minden szigeten angolul beszélnek, Nui kivételével az összes szigeten a tuvalui nyelv is használatos. Nui szigetén az angol mellett kiribatiul beszélnek.

### Gasztronómia
Különböző rendezvényeken szokás, sült csirkét-, sült egész disznót-, illetve sült halat tálalni gyümölcsökkel pálmaleveleken.

## Turizmus
Tuvalu mivel félreeső hely, turizmusából származó bevétele csekély. Az ország egyetlen hotelje a Vaiaku Lagi Hotel, ez a fővárosban működik. Emellett számos panzió fogad be külföldi vendégeket.

## Sport
- Tuvalui sportpálya
- Asenate Manoa

Tuvalu rendelkezett a pekingi olimpián a legkisebb küldöttséggel: 2 könnyűatléta és 1 súlyemelő képviselte az országot a világeseményen.
A sport a világ minden táján kiemelt szerepet kap, hiszen a sportolók a nagy világversenyeken a hazájuk, nemzetük színeit is képviselik. Talán hihetetlen, de egy ilyen kis náció, mint a tuvalui is képes volt kiállítani olimpikont. Nem is egyet, és az első női sportoló, aki kvalifikálni tudta magát egy olimpiára, Asenate Manoa volt.

## Média
- Telekommunikáció Tuvaluban
- Az állami rádió a Radio Tuvalu

## Lásd még
- Híres tuvaluiak listája
- Tuvalui Cserkészszövetség
- Tuvalu külkapcsolatai